# Luis Ferreres Soler
Luis Ferreres Soler (Játiva, junio de 1852-Madrid, 1926) fue un arquitecto español.

## Biografía
Nace en la localidad valenciana de Játiva en junio de 1852. Estudia en Valencia y en Madrid, donde ingresa en 1871 en la Escuela de Arquitectura de Madrid, hasta que obtiene el título de arquitecto en 1876.
Ayudante de Francisco Jareño, arquitecto encargado por el Ministerio de Fomento de las obras de la Biblioteca y Museo Nacional. 
En 1881 es nombrado arquitecto municipal del Ayuntamiento de Valencia, donde participa como urbanista en el nuevo Plan General de Valencia y Proyecto de Ensanche aprobado en 1887. Abandona el cargo en 1888.
Tras varios intentos del Ayuntamiento de Valencia de dotar a la ciudad de un mercado central, este convoca un concurso en 1883 para un proyecto de un mercado de hierro. El concurso fue ganado por Adolfo Morales de los Ríos y Luis Ferreres, pero no se llevó a efecto.
En 1896 proyecta el ensanche de Cullera que se extiende sobre la Vega, un antiguo predio rural. En Cullera también realiza la reforma del hospital, la escuela anexa y el matadero. En Játiva le encargan la dirección de las obras de la Colegiata de Santa María.
Diseñó los planes de ensanche de Gandía y Algemesí, siendo arquitecto municipal de esta última ciudad, donde realizó el proyecto de mercado y la ermita de San Roque (1894), la reforma del exconvento de San Vicente (1898) y el proyecto de casa consistorial (1902).
Luis Ferreres fallece en Madrid en 1926.

## Obras representativas
Año desconocido
- Capilla del cementerio de Játiva.
- Colegiata de Santa María de Játiva.
- Hospital de Alginet.
- Hospital, escuela de párvulos y nuevo matadero de Cullera.
- Pescadería de Sueca.
- Palacio de la señora de Fontanals.

1880
- Teatro de la calle Ruzafa de Valencia.

1884
- Cementerio de Sueca.[1]

1894
- Proyecto Mercado Municipal de Algemesí
- Ermita de San Roque (Algemesí)

1898
- Reforma exconvento de San Vicente (Algemesí)

1902
- Matadero municipal de Valencia.
- Proyecto de casa consistorial (Algemesí), en cuya cubierta empleó armaduras de hierro.

1903
- Mercado de Cullera (1899-1903).

1906
- Casa en la calle Sorní número 26, en Valencia. Propiedad de José White. Antiguamente calle de Eduardo Escalante (prolongación de Don Juan de Austria).

1907
- Viviendas en calle San Vicente Mártir número 6 con calle Cerrajeros, en Valencia.

1908
- Casa Juan Bautista Plá, en Valencia, (1908).

1910
- Hotel Reina Victoria, en la calle Barcas número 4 esquina con calle Pérez Pujol número 2, en Valencia.

1911
- Casa de E. Martínez, en Valencia, (1911).

1912
- Casa Giner en calle Sorní número 9, en Valencia, (1912).

## Planos

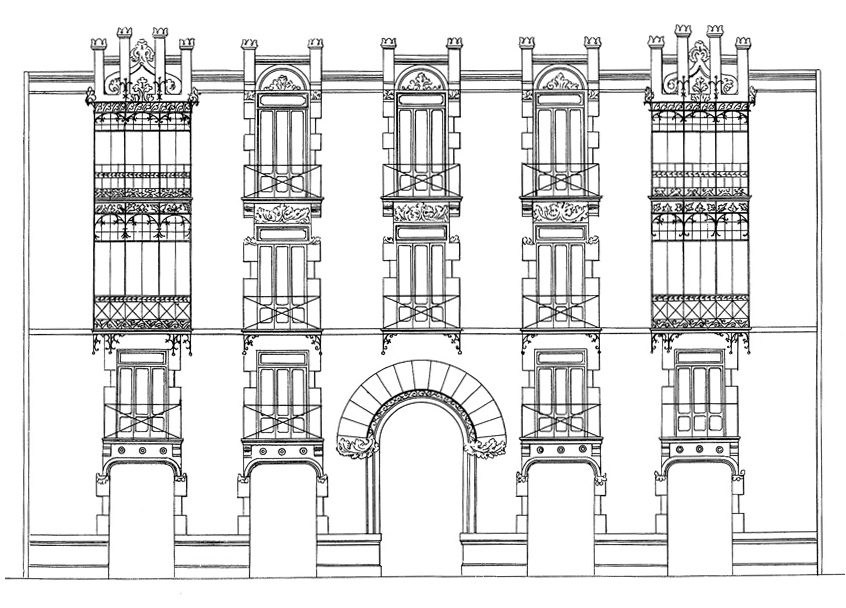
Casa en calle Sorni nº 26, en Valencia.